# Ochthebius inelegans
Ochthebius inelegans är en skalbaggsart som beskrevs av Manfred A. Jäch 2002. Ochthebius inelegans ingår i släktet Ochthebius och familjen vattenbrynsbaggar. Inga underarter finns listade i Catalogue of Life.